# La Caution

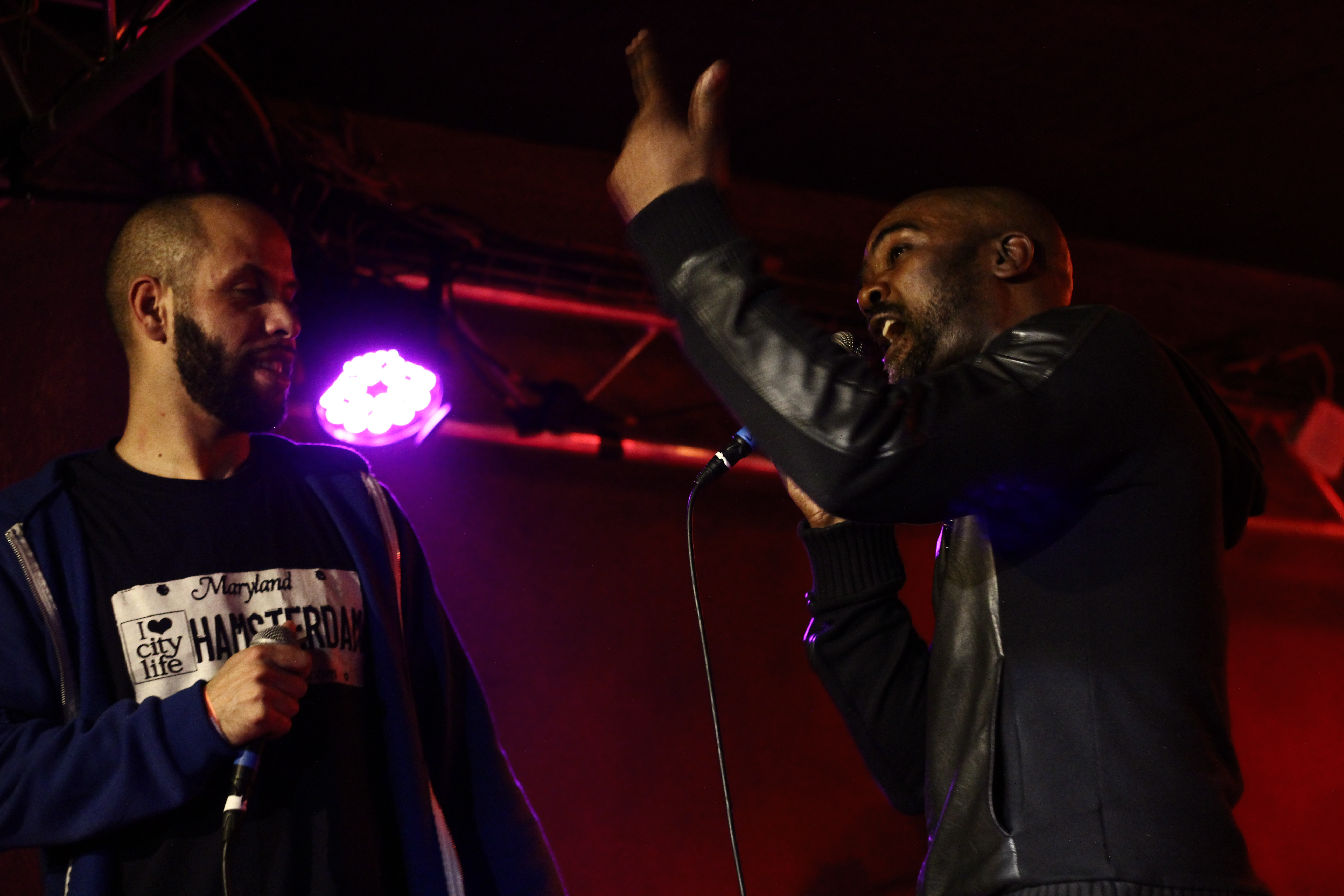
La Caution, 2014

La Caution är en fransk hiphop-duo. De är mest kända för låten "Thé à la Menthe" som visas i filmen Ocean's Twelve.

## Historia
La Caution startades av Nikkfurie, Hi-Tekk och Dj Fab. Deras första låt, "Les Rues électriques", släpptes år 1999.
Låten "Thé à la Menthe" som är La Caution's populäraste låt förekommer i filmen Ocean's Twelve, i en scen där brottslingen "Nightfox" dansar för att undvika att bli träffad av laserstrålar.